# 荷叶乡
荷叶乡，是中华人民共和国四川省遂宁市蓬溪县下辖的一个乡镇级行政单位。

## 行政区划
荷叶乡下辖以下地区：
荷花街社区、定水村、平桥村、白联村、马坪村、荷叶村、细坝村、茶圆村和乌木村。